# زولتان هورفاث (لاعب كرة سلة)
زولتان هورفاث (بالمجرية: Horváth Zoltán)‏ (27 سبتمبر 1979 بساتو ماري في رومانيا - 28 ديسمبر 2009 بزومباثلي في المجر) هو لاعب كرة سلة مجري في مركزي الوسط وهجوم قوي الجسم. لعب مع PVSK Panthers ‏ ونادي باوك لكرة السلة وFalco KC Szombathely ‏.

## وصلات خارجية
- زولتان هورفاث على موقع بروبوليرز (الإنجليزية)